# Rudolf Kaempfe
Rudolf Kaempfe (* 10. April 1883 in Moskau; † 23. Dezember 1962 in Stuttgart) war ein deutscher General der Artillerie im Zweiten Weltkrieg.

## Leben
Kaempfe trat am 26. Februar 1902 als Fahnenjunker in das Feldartillerie-Regiment „General-Feldzeugmeister“ (1. Brandenburgisches) Nr. 3 der Preußischen Armee ein. Dort wurde er am 18. August 1903 zum Leutnant befördert und zur weiteren Ausbildung an die Feldartillerie-Schießschule Jüterbog kommandiert. Ab 1908 fungierte er als Adjutant der II. Abteilung.
Diese Stellung hatte Kaempfe auch bei Ausbruch des Ersten Weltkriegs. Nach der Mobilmachung kam er mit dem Regiment zunächst im neutralen Belgien bei der Eroberung von Lüttich zum Einsatz, nahm an den weiteren Kämpfen an der Westfront und im Herbst 1915 am Feldzug gegen Serbien teil. Zwischenzeitlich war Kaempfe am 8. November 1914 zum Hauptmann befördert worden. Ab 1916 war Kaempfe in verschiedenen Generalstäben tätig. Zunächst im Generalstab des III. und später beim IX. Armee-Korps. Zuletzt diente er als Erster Generalstabsoffizier im Stab der 195. Infanterie-Division an der Westfront. Für sein Wirken während des Krieges erhielt Kaempfe neben beiden Klassen des Eisernen Kreuzes das Ritterkreuz des Königlichen Hausordens von Hohenzollern mit Schwertern, das Verwundetenabzeichen in Schwarz, das Hanseatenkreuz aus Hamburg sowie das Österreichische Militärverdienstkreuz III. Klasse mit Kriegsdekoration.
Nach Kriegsende und der Demobilisierung war Kaempfe als Bataillonskommandeur bei einem Freikorps im Grenzschutz Ost und wurde zum 1. Oktober 1920 in das Übergangsheer der Reichswehr übernommen. Zunächst fand er Verwendung als Batteriechef im Artillerie-Regiment 3 und war ab 1924 beim Stab der IV. Abteilung des Regiments in Potsdam tätig. Zum 1. Mai 1925 folgte seine Beförderung zum Major und als solcher wurde Kaempfe kurz darauf zum Generalstab des Gruppenkommandos 2 nach Kassel versetzt. Hier verblieb er bis zum 31. Januar 1927 und kam dann zur Inspektion der Verkehrstruppen (In 6) in das Reichswehrministerium nach Berlin. Am 1. Februar 1929 wechselte Kaempfe wieder in den Truppendienst, wurde Kommandeur der III. Abteilung des 2. (Preußisches) Artillerie-Regiments in Itzehoe und in dieser Stellung am 1. Februar 1930 zum Oberstleutnant befördert. Von diesem Posten wurde er am 31. März 1932 entbunden und zum Kommandanten von Glatz und Schweidnitz ernannt. Nach drei Jahren folgte als Oberst seine Ernennung zum Artilleriekommandeur 8 und am 1. November 1935 die Beförderung zum Generalmajor. Am 1. April 1937 wurde Kaempfe Kommandeur der 31. Infanterie-Division, die er über den Beginn des Zweiten Weltkriegs hinaus bis zum 30. April 1941 kommandierte. Anschließend führte er das Höhere Kommando z. b. V. XXXV beim Angriff auf die Sowjetunion und erhielt am 19. Dezember 1941 das Deutsche Kreuz in Gold. Mit der Umbenennung seines Stabes wurde Kaempfe am 20. Januar 1942 Kommandierender General des XXXV. Armeekorps und wurde am 30. September 1942 zur Verfügung des Oberkommandos des Heeres gestellt.
Am 21. Juli 1944 wurde er von der Gestapo verhaftet. Nach Kriegsende befand Kaempfe sich vom 9. Mai 1945 bis 30. September 1949 in sowjetischer Kriegsgefangenschaft.